# Marcus Williams (rođen 1986.)
Marcus Eliot Williams (Seattle, Washington, 18. studenog 1986.) američki je profesionalni košarkaš. Igra na poziciji niskog krila, a može igrati i bek šutera. Trenutačno je slobodan igrač. Izabran je u 2. krugu (33. ukupno) NBA drafta 2007. od San Antonio Spursa. 

## Sveučilište
Williams je pohađao srednju školu Roosevelt High School u Seattlu. Nakon srednje škole odlučio se na pohađanje sveučilišta u Arizoni. Kao freshman, odigrao je sve 33 utakmice, startajući u njih 25. Williams je bio drugi strijelac momčadi i ostvario je prosjek od 13 poena, 4.7 skokova i 1.8 asistencija po utakmici. Na kraju sezone izabran je u All-Pac 10 momčad. Nakon sjajne freshman sezone odlučio se prijaviti na NBA draft 2006.

## NBA
Izabran je kao 33. izbor NBA drafta 2006. od strane San Antonio Spursa. 27. listopada 2007. otpušten je i poslan u razvojnu ligu. Nakon dugo vremena u dresu Austin Torosa, 26. prosinca 2007. ponovno potpisuje za Spurse. Spursi ga ubrzo otpuštaju, a Williams 28. ožujka 2008. potpisuje za Los Angeles Clipperse i ostaje s njima do kraja sezone. 27. rujna 2008. potpisuje za Charlotte Bobcatse. 8. travnja 2009. nakon ozljede Ginobilija, Williams ponovno potpisuje za San Antonio Spurse. Nakon dvije odigrane utakmice, prebačen je u razvojnu momčad Austin Toros.

### NBA Development League
Nakon otpuštanja iz Spursa, Williams se priključuje Austin Torsima, momčadi iz razvojne lige. U sezoni 2007./08. prosječno je postizao 19.2 poena. 4. travnja 2009. Williams je ostvario svoj prvi triple-double protiv Iowa Energya. Postigao je 29 poena, 14 skokova i 13 asistencija. 14. veljače 2008. Williams je zamijenio svog suigrača Malika Hairstona na D-League All-Star utakmici. Postigao je 11 poena, 4 skoka i 6 asistencija za 20 minuta na terenu. U sezoni 2008./09. dva puta je proglašavan igračem mjeseca i izabran je u All-NBA D-League prvu petorku.  

## NBA statistika

### Regularni dio
| Godina    | Klub          | Odig. uta. | Uta. poč. | Min. | 2P%   | 3P%  | Sl. bac.% | Skok. | Asist. | Ukr. lop. | Blok. | Poena |
| --------- | ------------- | ---------- | --------- | ---- | ----- | ---- | --------- | ----- | ------ | --------- | ----- | ----- |
| 2007./08. | San Antonio   | 1          | 0         | 2.0  | .000  | .000 | .000      | .0    | .0     | .0        | 1.0   | .0    |
| 2007./08. | L.A. Clippers | 10         | 0         | 3.4  | .263  | .000 | .000      | 1.2   | .3     | .1        | .0    | 1.0   |
| 2008./09. | San Antonio   | 2          | 0         | 1.5  | 1.000 | .000 | .000      | .0    | .0     | .0        | .0    | 2.0   |
| Ukupno    |               | 13         | 0         | 3.0  | .318  | .000 | .000      | .9    | .2     | .1        | .0    | 1.1   |

## Vanjske poveznice
- Profil na NBA.com
- Profil na Basketball-Reference.com
- Profil u Development League na NBA.com
- Draft profil na NBADraft.net